# Adquisición de video 3D
La adquisición de video/vídeo 3D es toda aquella técnica destinada a obtener videos generados para producir un efecto de tridimensionalidad.

## Visión estereoscópica
La Visión estereoscópica consiste en una visión binocular del mismo objeto, es decir, la imagen que proporciona cada uno de los dos ojos. De esta forma se puede producir un efecto en tres dimensiones una vez el cerebro ha procesado la información recibida por la retina siempre que los campos de visión de las dos imágenes se superpongan en gran parte. Por lo tanto, el concepto de estereoscopía consiste básicamente en la obtención de dos imágenes casi idénticas variando ligeramente el ángulo de visión para así reproducir la disparidad binocular característica del ojo humano. Este ángulo será aproximadamente de un 5-10% de anchura de la imagen. 

## Estereoscopía
Un par estéreo consiste en un par de imágenes en 2 dimensiones.
Las técnicas básicas son la de los ojos paralelos y la de los ojos cruzados, las cuales no necesitan ningún visor externo. La ventaja principal de estas técnicas es que no producen una disminución del brillo y, de esta manera, la imagen en 3D que se obtiene tendrá una alta resolución y contará con todos los colores del espectro. 
- Ojos paralelos (Parallel-eyed): Este método utiliza dos imágenes a una distancia aproximada de 65 mm, que es la distancia media entre los dos ojos. La persona que observa ha de fijar la mirada entre las dos imágenes en dos dimensiones para conseguir ver una tercera imagen en tres dimensiones en el centro.
- Ojos cruzados (Cross-eyed): Este método intercambia las dos imágenes derecha e izquierda. De esta manera, el ojo derecho verá la imagen de la izquierda y viceversa.

### Estereoscopio
Dispositivo que permite la visión estereoscópica a partir de un sistema de espejos ubicados de forma que permitan desviar la imagen al ojo correspondiente, consiguiendo así el efecto de tridimensionalidad.

## Técnicas
En la línea de este concepto, las técnicas más comunes que se utilizan para reproducir video en tres dimensiones consisten en la superposición de las dos imágenes del par estéreo. Por lo tanto, el objetivo será la separación correcta de las dos imágenes.

### Anaglifo
Se denomina así la técnica que utiliza filtros de colores para separar las dos imágenes. El observador necesita unas gafas que utilizan un filtro rojo. Los colores verde o rojo se ven como negro y si se utiliza un filtro verde, azul o cian el rojo parece negro. A partir de este principio se pueden mezclar dos imágenes y observarlas con filtros de color para separar una sola de las dos imágenes. Finalmente, si ponemos un filtro diferente en cada ojo, se puede proporcionar las dos imágenes necesarias para obtener el efecto estereoscópico. Por convención, el filtro rojo ha de ser colocado al lado izquierdo. El color del otro filtro depende del medio en el que se utiliza. Para cada impresión se suele utilizar el azul. Para proyección o para video el filtro es verde, que es más brillante. Con estos filtros, la imagen parece estar en blanco y negro.
Existe otra variante que utiliza un filtro rojo y otro cian. Si la imagen no está muy saturada, se puede hacer una separación de color de la imagen, conservando el componente rojo de la imagen izquierda y los componentes verdes y azules de la imagen derecha. De esta forma se puede conservar el color de la imagen. La diferencia de la luminosidad de las dos imágenes puede resultar muy cansada después de un tiempo. Si la imagen es demasiado colorida, es posible que algunos elementos no se vean en una de las imágenes; para ello es necesario bajar la saturación del color de la imagen.

### Polarización
Esta técnica se basa en la polarización de la luz. La polarización es un fenómeno físico que se da en las ondas transversales y que describen la dirección de oscilación en el plano perpendicular a la dirección en la que viaja la onda.
- Polarización lineal: De esta manera, si se proyectan dos imágenes, cada una polarizada en un sentido y con 90 grados de diferencia, se pueden filtrar con unas gafas polarizadas de manera que cada ojo reciba una imagen diferente. Las gafas son filtros polarizadores orientados de forma similar a los planos de polarización de las imágenes proyectadas.

La introducción del cine RealD ha permitido la comercialización más masiva del cine en tres dimensiones, ya que la necesidad de proyectar las imágenes polarizadas con dos proyectores diferentes ha quedado reducida a un único proyector que va proyectando las dos imágenes alternativamente a una frecuencia superior.
- Polarización circular: La diferencia es que la dirección de oscilación sigue una trayectoria circular. Esta variante se utiliza en ámbitos donde el espectador se mueve, como un simulador, ya que no depende de la posición de las gafas respecto al plano de polarización.

Los filtros polarizadores permiten mantener los colores de la imagen pero la oscurecen, motivo por el que se necesitan proyectores muy luminosos.

### Obturación
- Imágenes entrelazadas: la exploración entrelazada de un video consiste en la división de la imagen en dos campos. Cada campo contiene las líneas horizontales pares o las líneas horizontales impares. En el video estereoscópico, se utiliza esta propiedad para asignar a cada campo la imagen de un ojo.
- Existen otras variantes que dividen la imagen en píxeles alternando la imagen del ojo derecho y la del izquierdo a cada píxel.
- También hay la posibilidad de doblar la frecuencia de imágenes por segundo. En este caso, cada ojo vería la imagen completa que le corresponde y aumentaría la definición de la imagen.

Todas las soluciones parten del mismo principio: para asignar a cada ojo la imagen que le corresponde, se utilizan unas gafas obturadoras (LCD Shutter glasses) de cristal líquido que se abren y se cierran alternativamente bloqueando un ojo u otro para que cada uno pueda ver la imagen que le corresponde. La propiedad de estas gafas es que el cristal, que es originalmente transparente, se vuelve negro cuando se le aplica un voltaje. De esta manera, los cristales se van ennegreciendo alternativamente en sincronización con la frecuencia vertical de la pantalla. Esta frecuencia será de 50 veces por segundo para los estándar PAL o Secam y de 60 para NTSC. En el caso de doblar la frecuencia, cada ojo vería 50/60 imágenes según el estándar y el número total de imágenes por segundo pasaría a ser de 100/120.

## Otras técnicas a partir de una única imagen 2D

### Sistema cromatek
Este sistema utiliza una rejilla de difracción. Esta rejilla funciona de manera similar a un prisma de cristal: la luz que atraviesa se descompone en colores que cambian de angulación según su tonalidad, ya que esta está asociada con su frecuencia y, por lo tanto, a su longitud de onda. Este cambio de ángulo incide en el ojo y hace que los objetos parezcan tener una profundidad diferente según su color. El inconveniente principal es que la selección de colores es limitada, puesto que, para que el ángulo de difracción sea apreciable, las imágenes han de tener colores intensos.

### Sistema pulfritche o dinámico
Este sistema está basado en una dada fisiológica respecto al cerebro. Esta es que el cerebro tarda un poco más en procesar las imágenes oscuras de las claras. Así pues, y siguiendo la línea de la estereoscopía, si se pone un filtro oscuro en un ojo y observamos un objeto en continuo movimiento transversal, el cerebro tardará más tiempo en procesar las imágenes procedentes de este ojo. Por lo tanto, la imagen del ojo con el filtro parecerá posicionada desde un ángulo diferente de la imagen del ojo sin filtro, que obtendrá la imagen procesada instantes antes. El inconveniente de este método es que se requiere un movimiento lateral constante y en el mismo sentido para percibir el retraso por parte del cerebro y obtener la imagen en 3 dimensiones. Estas dos técnicas permiten la visualización normal de las imágenes si no se utiliza ningún otro filtro aunque, en el sistema cromatek, las imágenes sí que han sido previamente preparadas y su rango cromático es limitado.

## Cámaras

### Multi cámara
La adquisición de video con múltiples cámaras permite crear diferentes puntos de vista de una misma escena.
- Dos cámaras independientes: Tradicionalmente, los contenidos en 3 dimensiones eran capturados con dos cámaras independientes (derecha e izquierda), cada una con su configuración, controles, códigos de tiempo, etc. Una vez registrados los videos, se tenían que convertir en formatos compatibles, sincronizar las dos fuentes y ajustar el rango de colores.
- Múltiples cámaras: Hay aplicaciones de video en 3 dimensiones que necesitan un número elevado de cámaras. Normalmente estas aplicaciones van dirigidas a la captación y procesamiento de video en tiempo real. Son un ejemplo las salas inteligentes o smart rooms.

Actualmente, sea cual sea el número de cámaras utilizadas, estas estarán todas sincronizadas.

### Cámara estereoscópica
Las cámaras estereoscópicas cuentan con dos cámaras sincronizadas. Estas cámaras son las que permiten extraer un par estéreo que simulará la visión del ojo humano.
En el caso de las cámaras menos profesionales, las dos lentes son fijas. La idea es guardar toda la información aportada por ambas y combinarlas mediante alguna de las técnicas comentadas. Cuando menos, el video en 3D es puede ver directamente desde el monitor de la cámara y así poder observar una aproximación del resultado en tiempo real.
En el caso del cine, la tendencia es hacer que las lentes sean flexibles. De esta manera, se pueden alejar o separar entre ellas para focalizar según la distancia de estas con el objeto simulando el movimiento de los ojos. Las dos imágenes obtenidas se polarizan para obtener la sensación de tridimensionalidad.
Existe un tercer sistema que permite ver videos en tres dimensiones sin necesidad de gafas. Este consiste en la captación de un par estéreo y la combinación de las dos imágenes a partir de la evaluación de diferentes factores como la focalización, el brillo y la tonalidad del color de ambas imágenes.

### Cámaras TOF
Estas cámaras son capaces, no solo de captar imágenes, sino también de capturar la distancia a la cual se encuentran los objetos respecto a la cámara. Esta técnica se basa en el principio del tiempo de vuelo o Time of Flight. El TOF es un método para extraer la información de profundidad de una imagen. La idea es que la cámara emita una señal modulada en el espectro infrarrojo, es decir, por encima de los 20 MHz. Esta señal vuelve rebotado a la cámara y se desmodula para cada píxel. A través de su fase se detecta la distancia y la cámara genera una imagen en escala de grises que nos da la información de profundidad. La aplicación más inmediata va dirigida al ámbito de los videojuegos y la interactividad con el ordenador.